# Gerlachowska Kopka
Gerlachowska Kopka, także Gierlachowska Kopka (słow. Gerlachovská kôpka) – bula skalna o wysokości ok. 2257 m n.p.m. (według starszych pomiarów ok. 2293 m) znajdująca się w Dolinie Wielickiej w słowackiej części Tatr Wysokich. Gerlachowska Kopka stanowi południowe odgraniczenie Wielickiego Kotła i oddziela go od niższych partii Doliny Wielickiej. Na wierzchołek Gerlachowskiej Kopki nie prowadzą żadne znakowane szlaki turystyczne.
Gerlachowska Kopka znajduje się w grzbiecie odchodzącym na wschód od masywu Litworowego Szczytu. Jej nazewnictwo pochodzi od wznoszącego się ponad nią masywu Gerlacha.
Pierwsze wejścia na wierzchołek Gerlachowskiej Kopki nie są udokumentowane. Pierwszymi jej zdobywcami byli najprawdopodobniej anonimowi myśliwi lub pasterze.